# HD 72659
HD 72659 — одиночная звезда в созвездии Гидры на расстоянии около 170 световых лет (около 52 парсек) от Солнца. Видимая звёздная величина звезды — +7,47m. Возраст звезды определён как около 6,8 млрд лет.
Вокруг звезды обращается, как минимум, одна планета.

## Характеристики
HD 72659 — жёлтый карлик спектрального класса G0, или G2V. Масса — около 1,248 солнечной, радиус — около 1,514 солнечного, светимость — около 2,378 солнечной. Эффективная температура — около 5786 K.

## Планетная система
В 2002 году группой астрономов было объявлено об открытии планеты HD 72659 b.
В 2019 году учёными, анализирующими данные проектов Hipparcos и Gaia, у звезды обнаружена планета HIP 42030 c.